# Slidur
Slidur, auch Slid oder Slidr (altnordisch Slíðr ‚gefährlich‘) ist ein Fluss der durch die Unterwelt der nordischen Mythologie fließt und in der Edda genannt wird (siehe Liste der Flüsse im Lied Grímnismál).

## Beschreibung
Laut der Völuspá (‚Der Seherin Weissagung‘) kommt Slidur aus dem Gifttal, fließt ostwärts durch die Welt der Hel und führt Dolche und Schwerter mit sich.

„Ein Strom wälzt ostwärts durch Eitertäler

Schlamm und Schwerter, der Slidur heißt.“

Nach der Gylfaginning in der Snorra-Edda entspringt Slidur der Quelle Hvergelmir in Niflheim. Auch im Grímnismál ist Hvergelmir die Quelle des Slidur, wird aber hier in der Nähe Walhalls verortet.